# Grёzy
Grёzy (Грёзы) è un film del 1915 diretto da Evgenij Bauėr.

## Trama
Elena, l'adorata moglie di Sergej Nedelin, giace priva di vita sul suo letto di morte: il marito le recide la lunga treccia, che terrà come ricordo in una teca.
Nedelin, non molto tempo dopo, incontra per strada una donna che pare essere il perfetto ritratto di Elena. La segue, scopre che è un'artista lirica, e quella stessa sera assiste alla messa in scena dell'opera cui la donna, Tina Viarskaja, prende parte. Poi fa la sua conoscenza, e in poco tempo fra i due nasce una relazione.
Ma non è del tutto idillica: Sergej è portato a fare comparazioni fra Tina ed Elena, e la donna ne risente. Il comportamento di Sergej non tarda a divenire ossessivo, al punto che anche la fedele governante lascia la casa. Sergej comincia pure ad avere delle apparizioni di Elena. Tina è esasperata, e in un'occasione osa fare affermazioni irriverenti verso Elena, arrivando a prendere dalla teca la treccia della defunta.
È con questa treccia che Sergej uccide Tina, strangolandola.